# Schizoïde spectrum
Schizoïde spectrum of schizofreniespectrum is een term die wordt gebruikt voor de visie dat de schizoïde stoornis en daaraan verwante aandoeningen een continuüm vormen, waarbij de symptomen als glijdende schaal kunnen worden beschreven.
Afwijkingen in het schizoïde spectrum ontstaan veelal in de leeftijd van 15 tot 30 jaar. De afwijkingen kunnen ineens ontstaan.

## Aandoeningen binnen het schizoïde spectrum
De volgende aandoeningen zijn te rekenen tot het schizoïde spectrum:
- Autistische schizofrenie
- Schizoïde persoonlijkheidsstoornis
- Schizotypische persoonlijkheidsstoornis
- Schizofrenie
- Schizoaffectieve stoornis
- Gedesorganiseerde schizofrenie
- Paranoïde schizofrenie
- Catatone schizofrenie
- Defect-schizofrenie
- Bipolaire stoornis

## Relatie schizoïde spectrum en autismespectrum
De relatie tussen het schizoïde spectrum en het autismespectrum is nog niet volledig duidelijk, maar er zijn voldoende aanwijzingen dat deze er is. De strenge scheiding die in het verleden is aangebracht tussen autisme en schizofrenie is achterhaald. Tussen beide aandoeningen bestaat veel overlap, het is een vloeiende overgang.

### Overeenkomsten tussen schizoïde spectrum en autismespectrum
- In beide spectra is het volgende waar te nemen:
  - verminderde emotieherkenning
  - problemen met de Theory of mind[2][3];
  - problemen met de centrale coherentie[4];
  - catatonie;
  - problemen met de executieve functies[5];
  - de afwijkingen komen meer voor bij mannen, dan bij vrouwen.
- Zowel autisme als schizofrenie worden veroorzaakt door problemen in de ontwikkeling van het embryo in de eerste maand van de zwangerschap. Ongeveer 20 tot 40 dagen na de bevruchting gaat er bij beide stoornissen iets fout in de aanleg van de lichaamsdelen en hersenen, wat een kettingreactie op gang brengt. De ziekten hebben dezelfde oorzaak.[6]
- Op het genetisch vlak zijn er relaties tussen autisme en schizofrenie op basis van duplicaties en deficiënties binnen chromosomen. Zo is statistisch vastgesteld dat op chromosoom 1 bij het 1q21.1-deletiesyndroom en het 1q21.1-duplicatiesyndroom bij de deficiëntie significant vaker schizofrenie voorkomt en bij duplicatie significant vaker autisme voorkomt. Vergelijkbare waarnemingen zijn gedaan voor chromosoom 16 op 16p11.2 (deficiëntie: autisme/duplicatie: schizofrenie), chromosoom 22 op 22q11.21 (deficiëntie: schizofrenie/duplicatie: autisme) en 22q13.3 (deficiëntie: schizofrenie/duplicatie: autisme). Onderzoek naar autisme/schizofrenie-relaties gekoppeld aan deficiënties/duplicaties voor chromosoom 15 (15q13.3), chromosoom 16 (16p13.1) en chromosoom 17 (17p12) zijn nog niet eenduidig.[7] Ook een deletie van 3q29 wordt in verband gebracht met schizofrenie.[8] Genoemde genetische afwijkingen worden geduid als copynumbervariaties. Deze copynumbervariaties staan sterk in de belangstelling bij de onderzoekers. Er wordt getracht om alle copynumbervariaties vast te leggen in een Database of Genomic Variants.
- Ontbrekende genen in het kader van het 22q11 deletiesyndroom leiden tot een fenotype in het schizoïde spectrum (25-30%) en in het het autismespectrum. Kennelijk spelen de ontbrekende genen, die in het 22q11-gebied liggen, zowel een rol bij het ontstaan van autisme als schizofrenie.[9]
- Bij kinderen met McDD, dat gerekend wordt tot het autismespectrum, kunnen vanaf de puberteit zowel verschijnselen uit het schizoïde spectrum als uit het autismespectrum optreden.

### Verschillen tussen het schizoïde spectrum en het autismespectrum
- Bij afwijkingen in het schizoïde spectrum treden er karakterveranderingen op.
- Bij afwijkingen in het schizoïde spectrum komen psychoses, waanbeelden en hallucinaties voor.
- Bij afwijkingen in het schizoïde spectrum wordt microcefalie waargenomen, terwijl bij afwijkingen in het autismespectrum macrocefalie wordt waargenomen.[10]